# Sina Niemeyer
Sina Niemeyer (* 21. August 1991 in Hannover) ist eine deutsche Fotografin. Ihre Werke befassen sich mit autobiografischen und gesellschaftlichen Themen. Bekannt wurde sie vor allem durch ein Fotoprojekt, in dem sie ihre eigene Kindheitserfahrung mit sexualisiertem Missbrauch verarbeitet hat.

## Leben
Niemeyer studierte Visual Storytelling an der Danish School of Media and Journalism in Aarhus sowie Fotojournalismus und Dokumentarfotografie an der Hochschule Hannover mit einem Bachelor-Abschluss im Jahr 2018. Mit der Abschlussarbeit Für mich – A Way of Reconciliation gewann sie einen von neun Nachwuchspreisen des Wettbewerbs gute aussichten – junge deutsche fotografie 2018/2019 des Hauses der Photographie.
Sie lebt und arbeitet als freiberufliche Fotografin und Fotoreporterin in Berlin.

## Werk
In ihren Projekten behandelt Niemeyer persönliche und gesellschaftliche Tabuthemen. Ihr bekanntestes Werk ist ihre autobiografische Auseinandersetzung mit sexualisiertem Missbrauch in der Kindheit, die 2016 mit einem kleinen Buch unter dem Titel Für mich begann, in dem sie auf Familienbilder zurückgriff. Dieses Material floss zusammen mit Texten, Fotografien und einem Video in eine Ausstellungspräsentation ein.
In einer weiteren Arbeit setzte sie sich mit dem organisierten globalen Heiratsmarkt auseinander. Ausgehend von mehr als 400 Briefen, die mehrere philippinische Frauen 1980 an ein und denselben Mann in Westberlin geschrieben hatten, reiste Niemeyer auf die Philippinen. Sie konnte einige der Frauen finden und mit ihnen Interviews führen. Daraus entstand das Projekt unter dem Titel The Many Wives of Mr. _, das Fotografien, Videointerviews, Dokumente und Objekte umfasst. Niemeyer nahm damit 2020 an der Triennale der Photographie in Hamburg teil.
In ihrer mehrteiligen Fotoserie An jedem dritten Tage beschäftigte sie sich mit Femiziden in Deutschland. Für ihre Arbeit an dem Projekt erhielt sie ein Stipendium der Verwertungsgesellschaft Bildkunst und war Finalistin für den Inge Morath Award sowie 2021 auf der Shortlist des Otto-Steinert-Preises. Das Kulturmagazin ttt – titel, thesen, temperamente widmete dem Projekt 2021 am  Internationalen Tag zur Beseitigung von Gewalt gegen Frauen einen Sendebeitrag.

## Rezeption
Im Magazin Jetzt der Süddeutschen Zeitung meinte Sophie Aschenbrenner über die Ausstellung Gute Aussichten 2018/2019 in den Deichtorhallen, dass Niemeyers Bilder ästhetisch seien und die Verletzlichkeit der Frau auf dem Foto ausdrückten. In ihrem Foto- und Filmprojekt Für mich hätte sie den Missbrauch verarbeitet, den sie selber in ihrer Kindheit erleben musste.
Bei Niemeyers persönlich-dokumentarischer Fotografie gehe es „um Selbstermächtigung, um die Rückgewinnung über die Souveränität des eigenen Körpers mit bildschaffenden Mitteln“, schrieb die taz.

## Ausstellungen (Auswahl)
Einzelausstellungen
- 2022: The many Wives of Mr. L., Kunsthalle Lüneburg[13]

Gruppenausstellungen
- 2023: Counter Images | Gegenbilder - First Pages, Rautenstrauch-Joest-Museum[14]
- 2020: The Many Wives of Mr. _, Triennale der Photographie, Hamburg
- 2019: Für mich - A Way of Reconciliation, Deichtorhallen Hamburg[15][16]
- 2019: Gute Aussichten. Landesmuseum Koblenz
- 2019: Für mich – A Way Of Reconciliation, Head On Photo Festival, Paddington, Australien[17]
- 2019: Für mich, Benaki-Museum, im Rahmen des Athens Photo Festival 2019[18]
- 2019: Circulation(s) 2019. Festival of young European photography, CentQuatre, Paris
- 2019–2021: Für mich u. a. bei Festivals in Paris, Sydney, Helsinki, Jakarta, Mexiko-Stadt[19]
- 2021: Ignoscentia, Helsinki Photo Festival[20]
- 2021–2023: In Waves, in Berlin, Lüneburg, Tallin und Bremen[21]

## Ausstellungskatalog
- Sina Niemeyer, in: Stefan Brecht, Josefine Raab (Hrsg.): Gute Aussichten 2018/2019 junge deutsche Fotografie. Dresden, Koblenz, Mexiko-Stadt, Ausstellungskatalog, Technische Sammlungen Dresden, Neustadt/Weinstraß 2018, ISBN 978-3-9819355-2-3, S. 100–123.

## Veröffentlichungen
- Für mich, Ceiba Editions, 2018, ISBN 978-88-941960-5-4
- 10,5 m² Freiheit, Bildband, Selbstverlag 2016[22]
- Fotoreportagen, in: Zeit online